# Stenoleon copleyensis
Stenoleon copleyensis är en insektsart som beskrevs av Tim R. New 1985. Stenoleon copleyensis ingår i släktet Stenoleon och familjen myrlejonsländor. Inga underarter finns listade i Catalogue of Life.